# Toyota Seven
Der Toyota Seven war ein von Toyota in Kooperation mit Yamaha 1968–1970 hergestellter Zweisitzer-Rennwagen für das Gruppe 7-Reglement der FIA.
Sein Debüt feierte der mit V8-Motor ausgestattete Wagen mit einem Sieg beim 5. Japan Grand Prix am Fuji Speedway, der am 3. Mai 1968 ausgetragen wurde. Bei diesem Rennen kamen vier Toyota Seven-Rennwagen zum Einsatz.

## Entwicklung
Jiro Kawano, der auch am Toyota 2000GT beteiligt war, wirkte maßgebend an der Konzipierung und Entwicklung des Toyota 7 mit.
Entwicklung und Bau des Fahrzeugs übernahm allerdings Kooperationspartner Yamaha.
Bei seinem Debütrennen war der Toyota Seven mit einem 3-Liter-V8-Motor mit doppelter obenliegender Nockenwelle (DOHC) motorisiert.
Der Prototyp für die ersten Tests in Suzuka war noch mit einem 2-Liter-Einspritzmotor aus dem 2000GT ausgestattet gewesen.

## Technische Daten des Toyota 7 von 1970 (Saugmotor-Version)

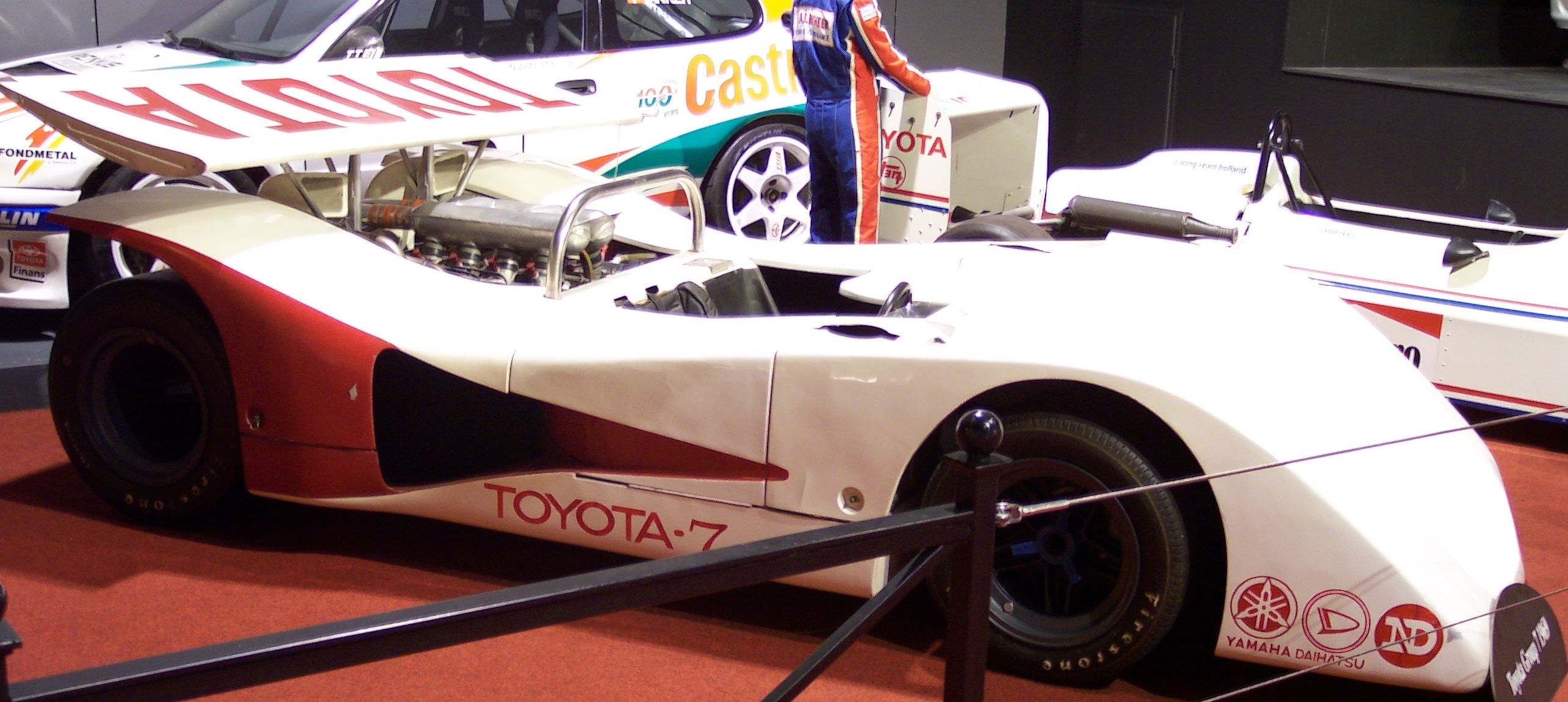
Toyota Seven CanAm V8, 1969

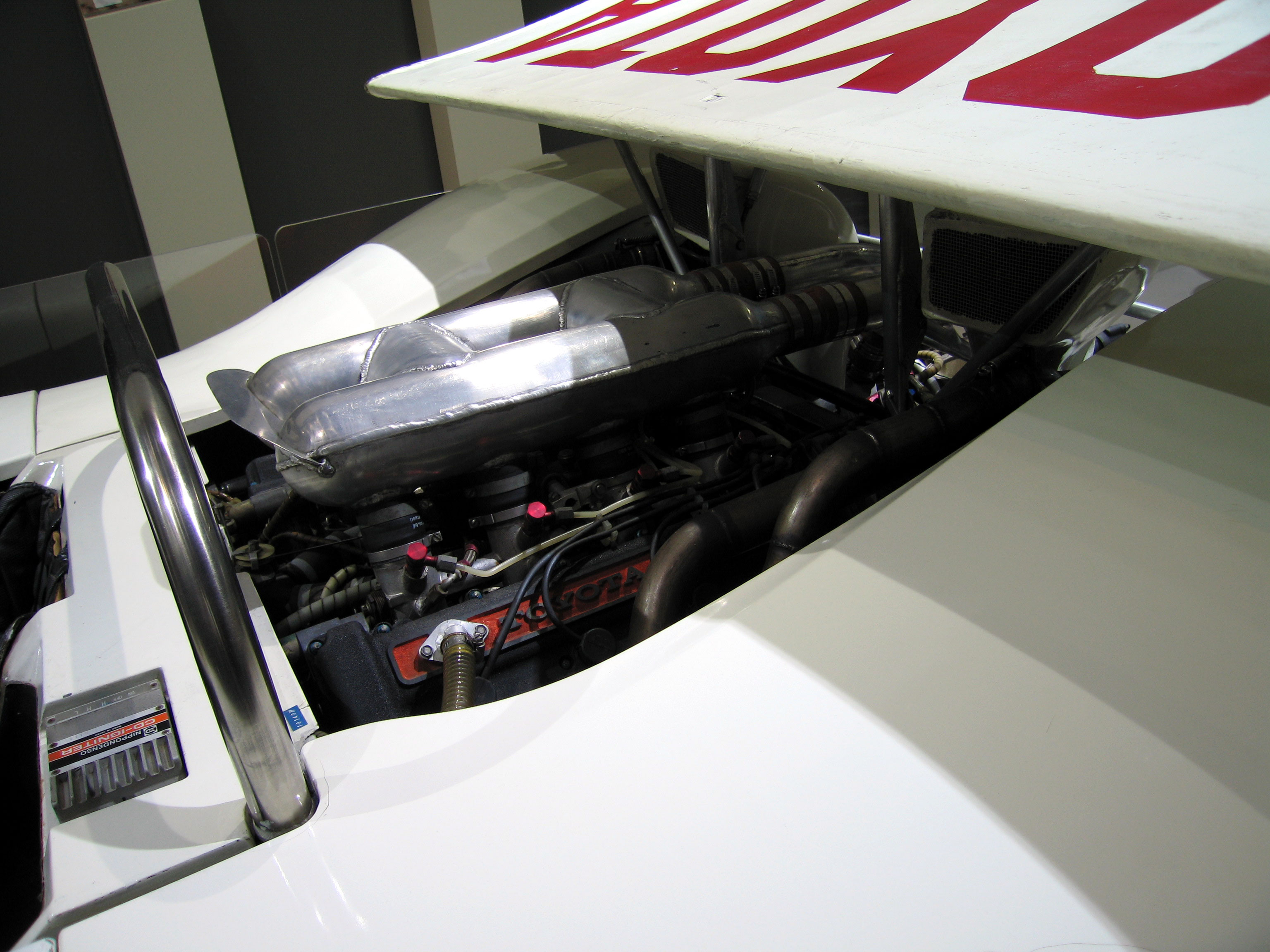
Toyota-7-Motor

- Abmessungen
- Länge: 3750 mm
- Breite: 2040 mm
- Höhe: 840 mm
- Radstand: 2350 mm
- Gewicht: 620 kg mit Fahrer
- Chassis: röhrenförmiger Aluminium Spaceframe (Vollaluminiumkarosserie)
- Radaufhängung: Querlenker/Schraubenfedern (vorne) Vierlenker/Schraubenfedern (hinten)
- Bremsen: Toyota V-Scheibe
- Reifen: Firestone Indy
- Motor: Toyota V8 4968 cm³, Gabelwinkel 90°, 4 Ventile pro Zylinder
- Leistung: 600 bhp bei 7600/min
- Getriebe: Aisin 5-Gang

## Der Toyota Seven und die CanAm-Serie
Mit 5-Liter-V8 konnte Toyota den Seven gegen die leistungsstarken Boliden der amerikanischen CanAm-Serie einsetzen.

## Der Toyota Seven mit Doppelturbomotor
Die Topversion des Toyota Seven war mit zwei Abgasturboladern ausgerüstet und leistete ca. 800 PS, kam jedoch nicht mehr zum Einsatz.
Im Jahr 1970 wurde vom japanischen Motorsportdachverband JAF entschieden, dass die Grand Prix nur mehr von einsitzigen Fahrzeugen ausgetragen werden durften. Damit war Toyota gezwungen, die weitere Entwicklung des Toyota Seven einzustellen.